# Wedge River
Der Wedge River ist ein Fluss im Südwesten des australischen Bundesstaates Tasmanien.

## Geografie

### Flusslauf
Der rund 17 Kilometer lange Wedge River entspringt an den Westhängen des Mount Wedge unweit der Südostecke des Lake Gordon. Von dort fließt er nach Westen, unterquert die Gordon River Road (B61), wendet dabei seinen Lauf nach Norden und mündet in den Lake Gordon und damit in den Adams River. Vor seiner Mündung in den Adams River nimmt er am Lake Gordon noch den von Osten kommenden Boyd River auf.

### Nebenflüsse mit Mündungshöhen
Der Wedge River hat folgende Nebenflüsse:
- Boyd River – 296 m

### Durchflossene Stauseen
Er durchfließt folgende Seen/Stauseen/Wasserlöcher:
- Lake Gordon – 296 m